# British Grove Studios
Die British Grove Studios sind zwei Tonstudios von Mark Knopfler im Londoner Stadtteil Chiswick. Von 2002 bis 2005 entstanden sie in einer ursprünglichen Färberei, in denen später zeitweise Büros von Island Records und deren letzter Plattenladen zuhause waren. Begründer und Geschäftsführer war David Stewart (1953–2020).

## Ausstattung
Der Gebäudekomplex wurde von Knopfler als „Monument von alter und neuer Aufnahme-Technologie“ entwickelt und erbaut. Neben vorwiegend neuen Aufnahmegeräten und Methoden besitzen die Studios beispielsweise zwei alte Mischpulte der EMI Group, die auch bei den Aufnahmen der Beatles von George Martin verwendet wurden. Weiter besitzt das Studio eine extra angefertigte AMS Neve Konsole mit Modulen wie Limitern und Equalizern der Firma Automated Processes, Incorporation. Hochqualitative und moderne Lautsprecherboxen der Firma ATC wie zum Beispiel Boxen der Art ATC SCM 300ASL und ATC SCM0.1/15ASL PRO in Stereoaufstellung sind Teil der Studios.
Ziel waren Studiobedingungen, die bestmöglich gegen Störungen von außen wie Umgebungsgeräusche und elektromagnetische Strahlung abgeschirmt sind. Erreicht wurde das mit 3 Millimeter starken Stahlblechen, die im Boden, an den Außenwänden und in Begrenzungswänden eingezogen wurden. Das Studio hat gefilterte Netzspannung, die Beleuchtung beruht auf 12-Volt-Spannung.
Der Grundsatz der Studios ist nach Worten von David Stewart, aufnahmetechnisch „das Beste des Alten mit dem Besten des Neuen“ zu vereinen. Kernstück von Studio 1 ist die Neve 88R-Konsole und von Studio 2 die API Legacy zur Surround-Mischung. Weiterhin gibt es im technisch bestmöglichen Zustand die EMI TG12345-Konsole (ursprünglich in den EMI-Studios in Lagos), die Paul McCartney für die Aufnahme des Wings-Album Band on the Run diente, sowie die EMI REDD.51-Konsole (ursprünglich im EMI-Studio in Mailand).
Zur Ausstattung gehören auch Fairchild 670-Limiter, verschiedene Pultec EQ- und Vintage-Neve-Kanäle, GML 8200- und 8900-Einheiten, Altec 436C- und 1591A-Kompressoren, Mehrspur-Rekorder Studer A800 und Mikrofone Neumann M50. Zu den Musikern, die dort aufnahmen, gehören beispielsweise Nick Cave, U2, Roger Waters, Sting, Razorlight, Kaiser Chiefs, Jamie Cullum und Goldfrapp.

## Ehrung
Im Februar 2009 erhielten die British Grove Studios von der Music Producers Guild Organisation die Auszeichnung als bestes Studio.

## Diskografie (Auswahl)
Unter anderem wurden diese Alben in den Studios aufgenommen:
- On an Island – David Gilmour (2006)
- Razorlight – Razorlight (2006)
- Kill to Get Crimson – Mark Knopfler, (2007)
- Footsteps – Chris de Burgh (2008)
- The Age of the Understatement – The Last Shadow Puppets (2008)
- Hayley Sings Japanese Songs – Hayley Westenra (2008)[3]
- Beautiful You – Greg Pearle and John Illsley (2008)
- Songs for My Mother – Ronan Keating (2009)
- Get Lucky – Mark Knopfler (2009)
- Endlessly – Duffy (2010)
- Serotonin – Mystery Jets (2010)
- The Sailor's Revenge  – Bap Kennedy (2012)
- Privateering – Mark Knopfler (2012)
- Heart of Nowhere – Noah and the Whale (2013)
- Tierra – Vicente Amigo (2013)
- The Breeze – An Appreciation of JJ Cale – Eric Clapton & Friends (2014)
- The New Classic – Iggy Azalea (2014)[4]
- Tracker – Mark Knopfler (2015)
- I Still Do – Eric Clapton (2016)
- Blue & Lonesome – The Rolling Stones (2016)
- Down the Road Wherever – Mark Knopfler (2018)
- Coming Up for Air – John Illsley (2019)
- Who – The Who (2019)
- Taller – The Who (2019)
- Das ist los – Herbert Grönemeyer (2023) (Orchesteraufnahmen)
- i/o – Peter Gabriel (2023 und 2024) (Orchesteraufnahmen)[5][6]
- One Deep River – Mark Knopfler (2024)